# Avlékété
Avlékété est un arrondissement du Bénin situé dans le département de l'Atlantique et la commune de Ouidah.
Cet ancien village lagunaire doit son nom à Avlékété, une divinité vaudou de la mer.

## Géographie
Avlékété fait partie d'un complexe de cordons littoraux séparés par des bas-fonds marécageux et des lagunes, recevant à la fois les eaux continentales et les eaux marines. Sa végétation est principalement celle de la mangrove à palétuviers, mais on y trouve également des cocotiers (Cocos nucifera), des palmiers à huile (Elaeis guineensis) et des anacardiers (Anacardium occidentale).

## Population
Lors du recensement de 2013 (RGPH-4), l'arrondissement comptait 11 453 habitants et le village du même nom 2 320 habitants.
La population est principalement constituée de Xweda et de Pedah, également de Fon, d'Aïzo, de Tofin, de Wémè ou d'Adja.

## Économie
Les habitants pratiquent l’agriculture, la pêche, l'exploitation artisanale du sel, le commerce et le tourisme, mais ces activités contribuent aussi à la dégradation des écosystèmes.

## Galerie de photos

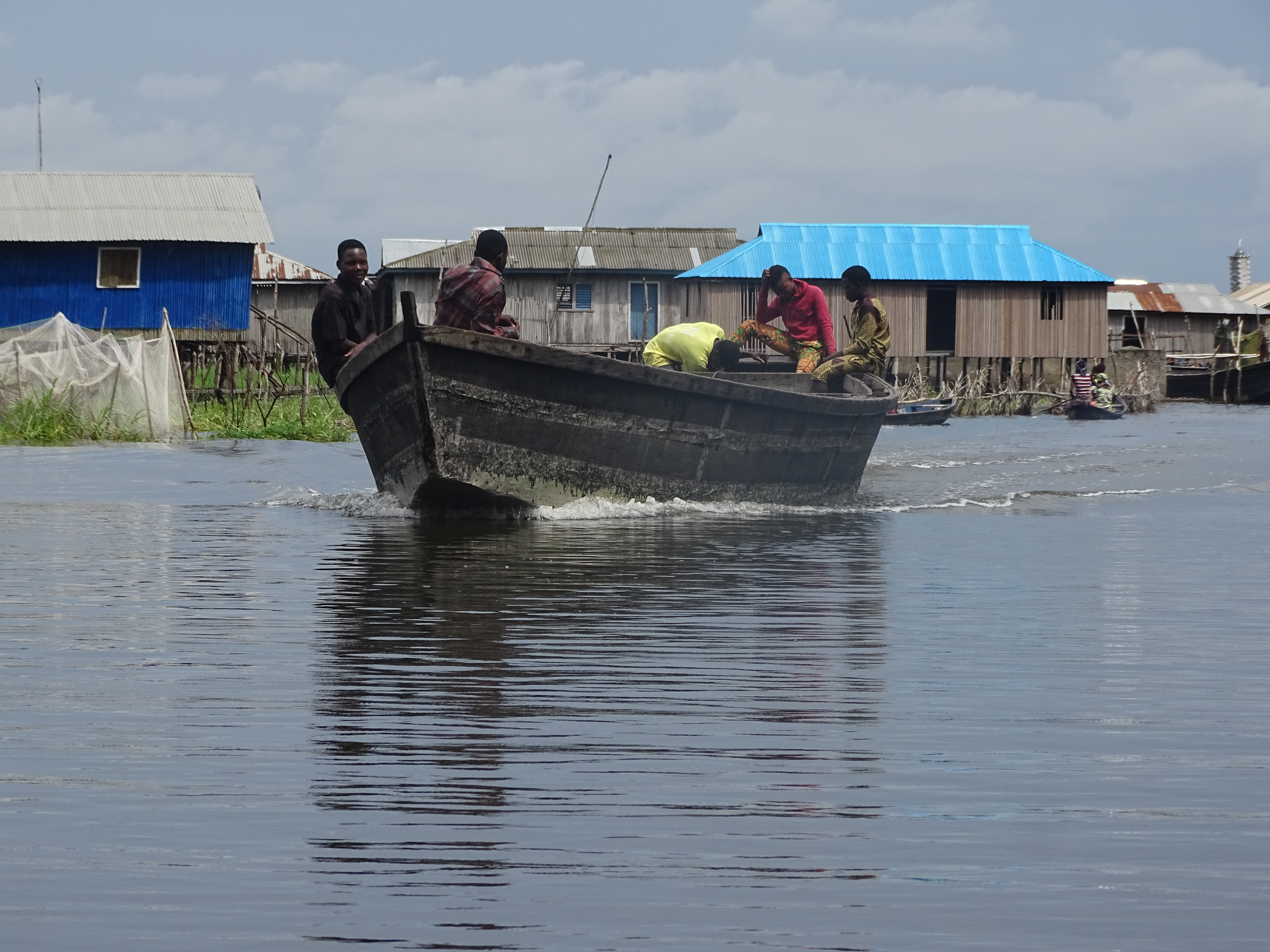
Tourisme à Avlékété
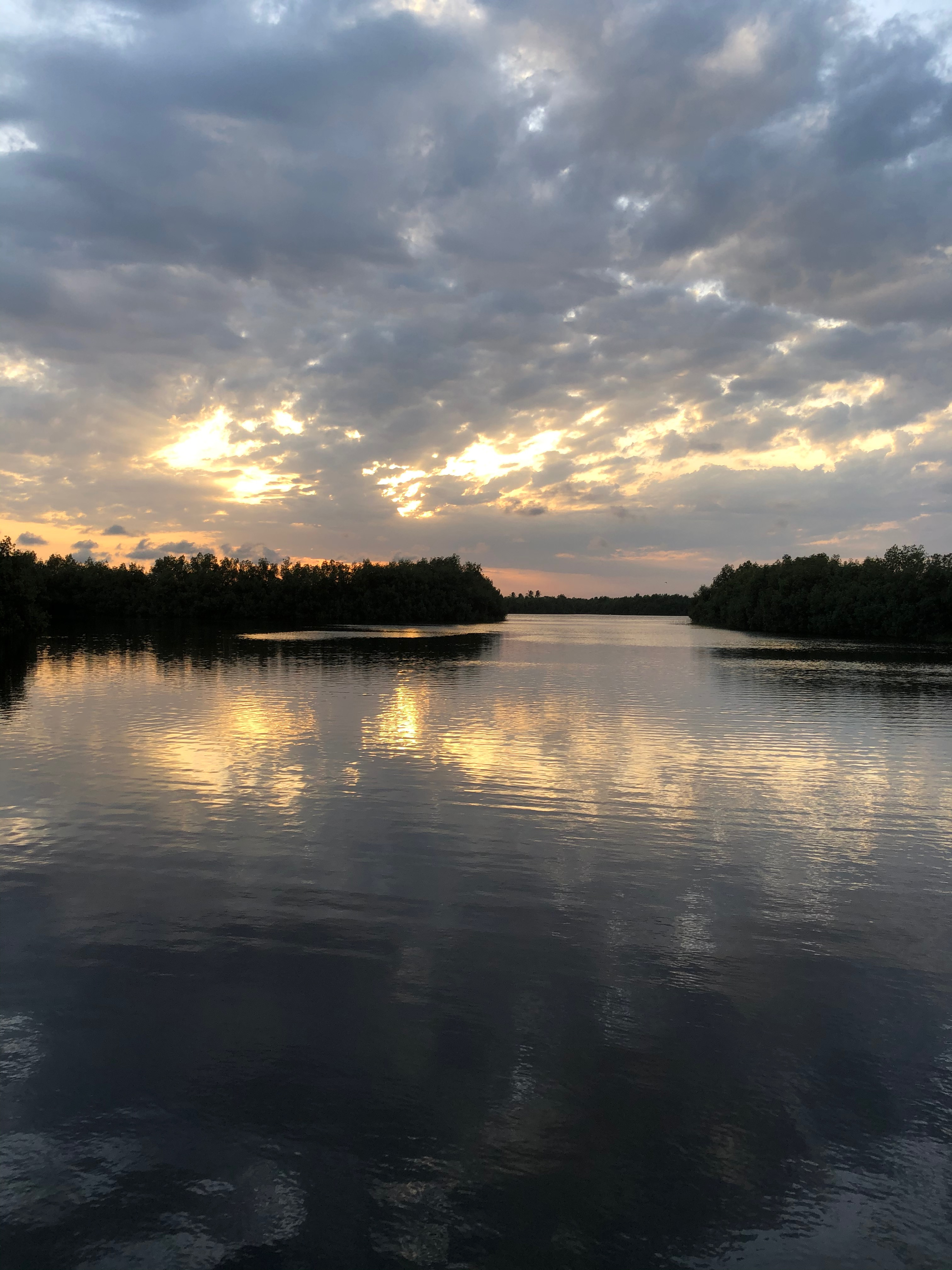
Crépuscule avlékété
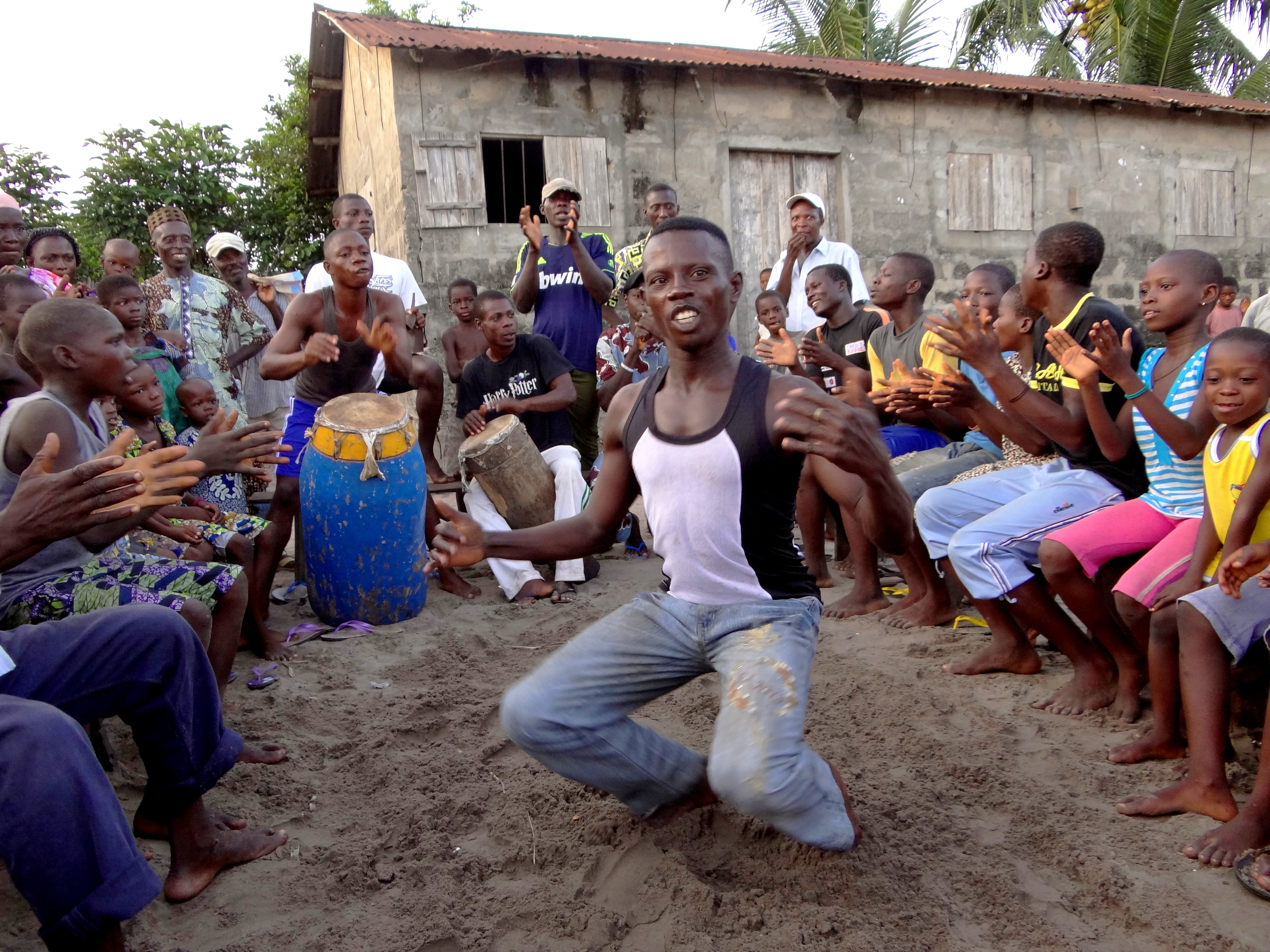
Danse traditionnelle du village d'Avlékété